# باتريك كوين
باتريك كوين (بالإنجليزية: Patrick Quinn)‏ هو صحفي وسياسي أسترالي، ولد في 1862 في أستراليا، وتوفي في 2 أبريل 1926 في أستراليا. حزبياً، نشط في Protectionist Party ‏. وقد انتخب عضو الجمعية التشريعية نيو ساوث ويلز.